# جو بروو
جو بروو (انگلیسی: Joe Brough; ۹ نوامبر ۱۸۸۶ – ۵ اکتبر ۱۹۶۸) بازیکن فوتبال اهل بریتانیا بود.
از باشگاه‌هایی که در آن بازی کرده‌است می‌توان به باشگاه فوتبال استوک سیتی، باشگاه فوتبال بریستول سیتی، باشگاه فوتبال پورت ویل، و باشگاه فوتبال تاتنهام هاتسپر، باشگاه فوتبال لیورپول، باشگاه فوتبال پورت ویل، و باشگاه فوتبال پورت ویل، اشاره کرد.